# Véronique (film, 1950)
Pour les articles homonymes, voir Véronique.
Pour plus de détails, voir Fiche technique et Distribution.
Véronique est un film musical français réalisé par Robert Vernay d'après l'opérette Véronique d'André Messager et sorti en 1950, .

## Synopsis
Le vicomte Florestan de Valincourt doit épouser Mademoiselle de Solange sur ordre du roi. Elle se présente à lui sous le nom de Véronique.

## Fiche technique
- Titre : Véronique
- Réalisation : Robert Vernay, assisté d'Henri Verneuil
- Scénario  : Claude-André Puget et Jean Ferry
- Dialogues : Claude-André Puget
- Décors : René Moulaert
- Costumes : Victor Noeppel
- Montage : Marthe Poncin
- Photographie : René Gaveau
- Son : Robert Teisseire
- Musique : André Messager
- Sociétés de production : Jason Films - Latino-Consortium-Cinéma
- Pays de production:  France
- Format : Noir et blanc -  1,37:1 - 35 mm - Son mono
- Genre : Romance et film musical
- Durée : 100 minutes
- Date de sortie : 
  - France : 1er septembre 1950

## Distribution
- Giselle Pascal : Estelle
- Jean Desailly : Florestan de Valincourt
- Marina Hotine : Véronique
- Jean Marchat : Le baron
- Pierre Bertin : Croquenard
- Denis d'Inès : Le marquis
- Roland Armontel : Loustot
- Noël Roquevert : Joseph
- Arlette Accart
- Paul Barge
- Henri Coutet : Le garçon
- Max Dalban : Le déménageur
- Arthur Devère : Le cocher
- Philippe Richard
- Sophie Leclair : Une vendeuse
- Albert Malbert : Le gardien